# ジュネーヴ聖書
ジュネーヴ聖書（英語: Geneva Bible）は、16世紀の英語訳聖書である。その歴史上、最も重要なうちの1つに数えられる。初版は1560年に発行され、欽定訳聖書より約50年先行する。
ジュネーヴ聖書は宗教改革期プロテスタント運動における主要な聖書で、ウィリアム・シェイクスピア、ジョン・ミルトン、ウィリアム・ブラッドフォードと『天路歴程』を著したジョン・バニヤンらによって用いられた。メイフラワー号に乗ったピルグリム・ファーザーズによりアメリカ大陸へもたらされた聖書のうちの1冊であり、英国においては多くのピューリタンに読まれた。また清教徒革命（イングランド内戦）の際、オリバー・クロムウェルに与する兵士たちにより携行された。
ジュネーヴ聖書が重要であるとされる要因は、一つに大量印刷技術により一般市民が直接手に取ることができるようになり、結果広く流布したことによる。また各巻の序文、地図、表、挿絵、傍注、一つの語句から複数の関連する聖句を参照可能にした、いわゆる「スタディバイブル」の先駆けでもあった
。ジュネーブ聖書の簡潔かつ力強い文体により、多くの読者は教会公認の「大聖書」（英語: Great Bible）よりもこちらを好んだ。

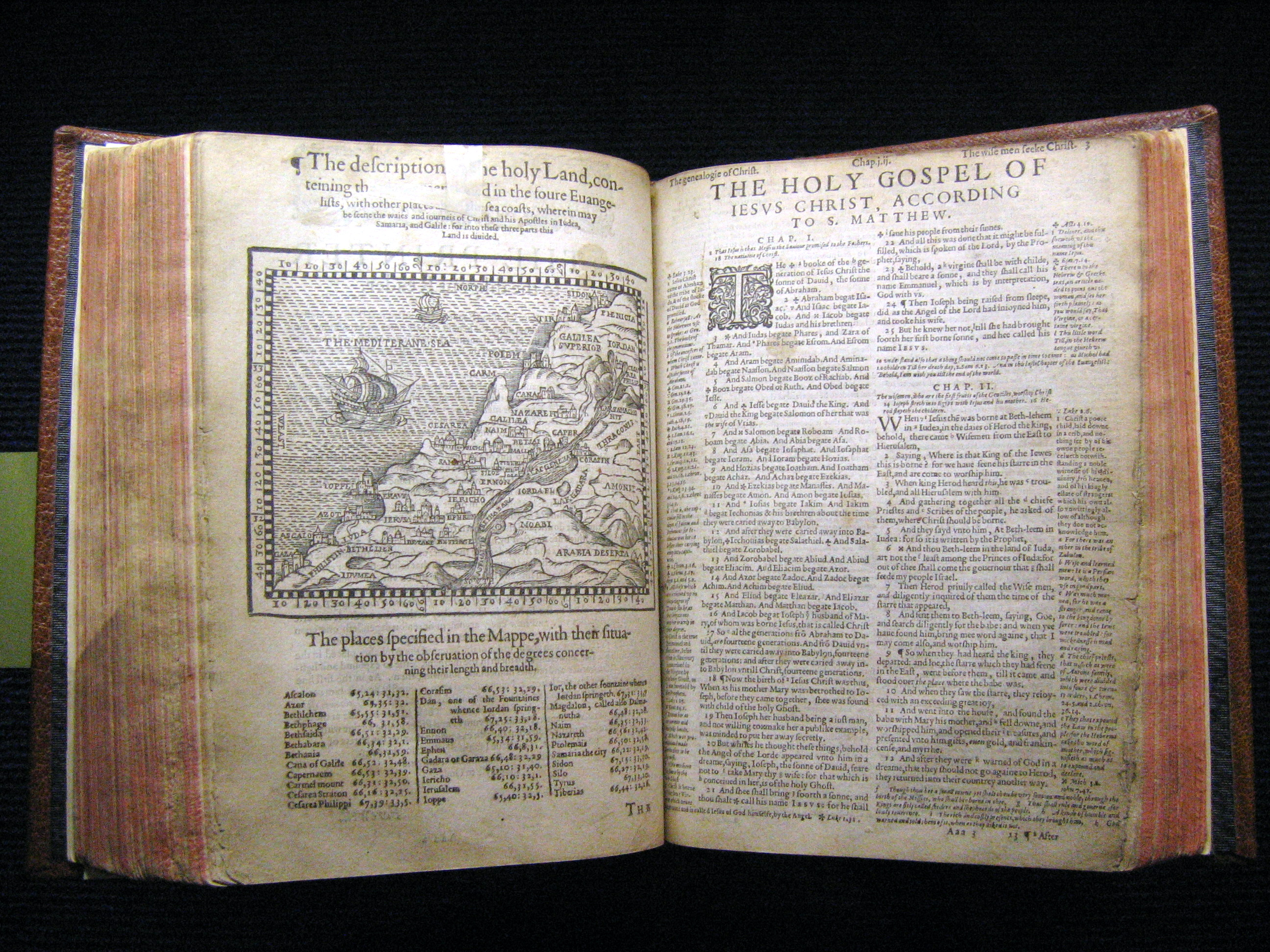
ジュネーヴ聖書

## 経緯
女王メアリー1世が宗教改革者を弾圧していたイングランドから、当時ジャン・カルヴァンらが共和制を敷いていた、スイスのジュネーヴに亡命してきたプロテスタント神学者たちがいた。ウィリアム・ウィッティンガムとその協力者であるマイルス・カヴァーデイル、クリストファー・グッドマン、アンソニー・ジルビー、トーマス・サンプソン、ウィリアム・コールらである。ウィッティンガムは後にカルヴァンの妹と結婚している。
ジュネーヴはフランス語圏の都市であり、聖書学の権威であるテオドール・ド・ベーズがフランス語聖書の改訂を行っていることに感化された彼らは、新しい英語訳聖書の作成を志した。まずウィッティンガムがティンダル訳聖書をベースに、さらにベーズのラテン語訳聖書を参考にして、1557年ジュネーヴ聖書の新約部分が誕生した。旧約についてはヘブライ語に精通していたジルビーらにより同年詩篇が訳出され、1560年に旧新約聖書が完成し、エリザベス1世にも献じられた。しかし完訳版がイングランドで出版されるのには1576年まで待たされることになった。スコットランドでは1579年に出版された。これは同国最初の英語訳聖書であり、また同国の公認訳聖書と定められ、富む者でこれを持たぬ者は罰金10ポンドが科せられた。
最初にジュネーヴで印刷されてからエリザベス1世の治世の間に70版、1611年までに120版を重ねた。出版にかかる諸費用は、亡命者の一人であるジョン・ボードレイが負担していたと考えられている。1576年以降は、新約聖書がエリザベス1世配下の秘書であるローレンス・トムソンによる改訂版に変更されている。
ジュネーヴ聖書の特色である傍注には、カルヴァン主義とピューリタンの思想が色濃く反映されている。それゆえイングランド国教会に立つジェームズ1世は、ジュネーヴ聖書を異端と見なしてこれを嫌い、欽定訳聖書の作成を思い立ったと言われる。

## 翻訳
旧約については大聖書を基に大幅な改訂を加えた。預言書と諸書についてはヘブル語聖書と表現までの一致を試みた。また新約についてもギリシャ語からの訳であるティンダル訳聖書の最新版を基に、ベーズによる「ベザ写本」（Codex Bezae）のラテン語訳も参考にしつつも、聖書原典に忠実であろうと努めた。

## 特徴
聖書の各巻は13世紀以来、章(chapter)による区分けが慣行になっていたが、英語訳聖書ではジュネーヴ聖書において、初めて節番号(verse)によるさらなる細分化が行なわれた。この聖書は"Breeches Bible"（「猿股聖書」、「半ズボン聖書」）と俗称される。これは創世記3章7節 "and made them selues breeches."（そして自分たちの猿股を作った）の記述に由来する（同時期他の英語訳聖書では専ら"apron"（エプロン、前掛け）であるため特徴的と捉えられたようであるが、既に「ウィクリフ訳聖書」などに前例を見ることができる）。また「ウィリアム・シェイクスピアの聖書」と呼ばれることもある。字体としては従来の聖書がブラックレターであったものを新たにローマン体を採用した。文体は前述の通り、原典に忠実であることを目指したために英文としてそのままでは不自然さが残り、それを原典には無い語句を付加することで補い、該当部分はイタリック体で明示した。サイズは小型（四つ折り本）で価格も比較的安く、前述の通り図表・傍注が豊富である。重要であると見なされた記述はg:の記号で識別している。
旧約聖書外典は旧約・新約の間に一括して掲載しており、また序文でその解釈を明らかにしている。一方でマナセの祈りを正典として扱い、歴代誌とエズラ記の間に掲載しているのはジュネーヴ聖書独自の特色である。マナセの祈りはヘブライ語聖書正典には無いものであるが、なぜこのような形で掲載されているのか、歴代誌との関連ということ以外は経緯不明である。
傍注のカルヴァン主義的見解は1560年初版では、例えばヨハネの黙示録11章7節に"That is, the Pope which hathe his power out of hel and comethe thence."（即ち、地獄より力を得、そこより来たる教皇）とあるなど一部に反ローマ色を打ち出している。さらに1576年のトムソン版では、ローマ・カトリックと教皇をより激しく批判するものとなっている。

## 影響
グーテンベルクの印刷機発明により安価かつ大量に出版が可能になったこと、聖書原典を研究する熱意、これらによって16世紀以降、欧州では（これまで一部の者しか目にする機会のなかった）聖書を普及させようという気運が高まった。そのような中ジュネーヴ聖書は出版されるや一般市民の支持を得ることとなった。背景として、前述の通り比較的廉価であることや読みやすさに加え、ピューリタンに比較的寛容な政策をとるエリザベス1世がこの聖書の普及を黙認し、メアリー1世の弾圧が終わったイングランドに亡命先から多くの非国教徒が帰国したことが挙げられる。シェイクスピアの作品は1595年以降、この聖書からの引用が多いとの研究がある。ミルトンやバニヤンも然りであるという。ただしこの時期は他の英語訳聖書も多く流通していたという事情を勘案する必要がある。
ジュネーヴ聖書が過度にピューリタン寄りであるとして、その普及を阻止すべく大主教マシュー・パーカーが「大聖書」を基に「主教聖書」（英語: Bishop's Bible）を出版した。すべての主教や教会に対し可能な限りこれを用いるよう命じたものの、女王からの認可が下りず、特に私用ではジュネーヴ聖書の人気に圧され、普及の目論みは不成功に終わった。ただし、後に欽定訳聖書の底本に用いられた。
1611年の欽定訳聖書は英語訳聖書において、もっとも重要な聖書である。底本は主教聖書であるが、部分によってティンダル、カヴァーデール、マシューの訳、そしてジュネーヴ聖書に拠った。この聖書は教会ではすぐに主教聖書を駆逐したが、私用では半世紀の間ジュネーヴ聖書と競い合い、そして標準英語訳聖書の座を勝ち取り、今なお用いられている。
その一方ジュネーヴ聖書は政情の変化に伴い、1644年に一時出版が途絶え、徐々に表舞台から消えていった。